# Els súper Elfkins
Els súper Elfkins (títol original en alemany, Die Heinzels – Neue Mützen, neue Mission) és una pel·lícula d'animació germano-austríaca del 2024 dirigida per Ute von Münchow-Pohl basada en un guió de Jan Strathmann i Constanze Behrends Tautorat. És la seqüela d'Els elfkins (2019). S'ha doblat al català.
La pel·lícula va ser produïda per Akkord Film Production, amb seu a Berlín, en coproducció amb SERU Film Production, també establerta a Berlín, i Arx Anima Animation Studio, amb seu a Viena, i amb la participació d'ORF i ZDF.
La banda sonora va ser composta per Alex Komlew, el muntatge va anar a càrrec de René Weinber i el so va ser dissenyat per Stefan Kolli i Falk Möller.
La pel·lícula es va estrenar el 28 de setembre de 2024 al Festival Internacional de Cinema de Schlingel. El 6 d'octubre de 2024, la pel·lícula es va projectar al Festival de Cinema de Zuric a la secció infantil, on va guanyar el premi del públic infantil.